# Skënder Gega
Skënder Gega (ur. 14 listopada 1963 w Tropoi) – albański piłkarz i trener piłkarski, w 1987 roku członek albańskiej reprezentacji U-21, a w latach 1987–1989 reprezentant Albanii.

## Życie prywatne
Ma córkę Klaudię oraz syna Albana.